# Площа Сантьяго-де-Чилі
Площа Сантья́го-де-Чи́лі — площа в Оболонському районі міста Києва, житловий масив Оболонь. Розташована в місці сходження проспекту Володимира Івасюка та вулиці Героїв полку «Азов».

## Історія
Від початку виникнення у 1973 році існувала як безіменна площа на стику вищевказаних вулиць. Сучасна назва — з 1998 року, на честь столиці Чилійської Республіки міста Сантьяго-де-Чилі — побратима міста Києва. Площу було названо як крок у відповідь після того, як одна з площ міста Сантьяго отримала назву на честь Києва.
У травні 2001 року в центрі площі на честь зміцнення дружніх зв'язків між містами — побратимами було встановлено пам'ятний знак. На постаменті — статуї кондора та гуанако, символів Чилі.

## Зображення

Пам'ятний знак на честь міста Сантьяго
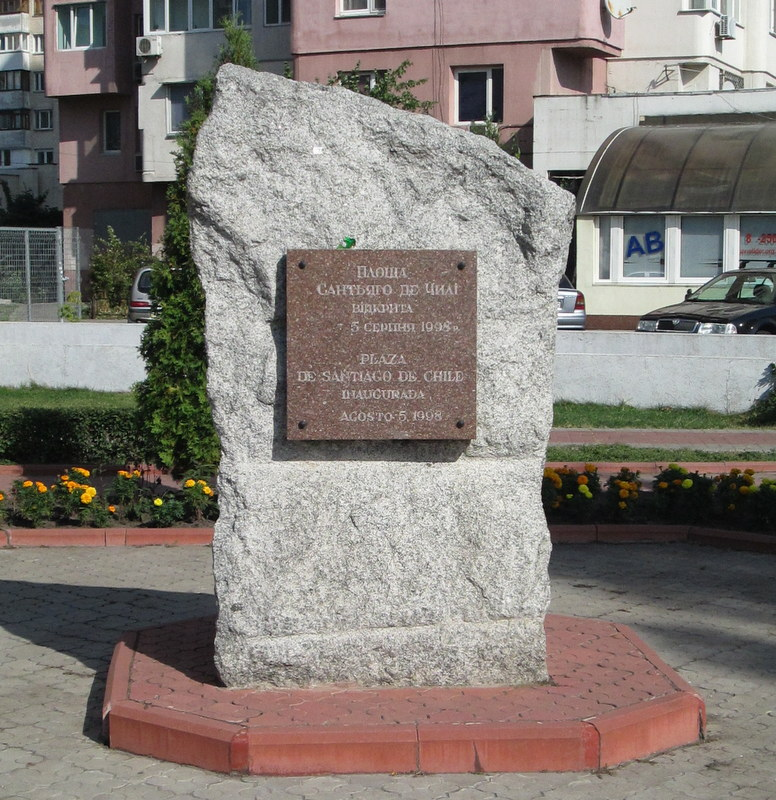
Анотаційний знак на площі